# Ван Цзяньлинь
Ван Цзяньли́нь (кит. упр. 王健林, пиньинь Wáng Jiànlín; род. 24 октября 1954[…], Мяньян, Сычуань) — китайский предприниматель, филантроп, депутат Всекитайского собрания народных представителей.
В рейтинге журнала Forbes в 2015 году занял первое место среди китайских миллиардеров с состоянием $24,2 млрд.

## Биография
Родился в 1954 году в семье ветерана китайской Красной Армии. У него 4 младших брата. Женат, имеет сына.

### На государственной службе
В 15 лет добровольно пошёл служить в армию. В 1976 вступил в Коммунистическую партию Китая. В 1978 стал командиром взвода.
В 1986 закончил Ляонинский университет, уволился из армии и устроился на работу в администрацию города Далянь.

### Предпринимательская деятельность
В 1988 году основал Dalian Wanda Group, вложив $130 тыс. В 1989 стал генеральным директором государственной строительной компании Xigang Housing Development Corporation, преобразованной в акционерное общество.
Сначала Dalian Wanda Group занималась строительством офисной и жилой недвижимости. В 2000 году начала строительство первого проекта компании в сфере коммерческой недвижимости — Wanda Plaza, сейчас в Китае построено 107 таких центров, на их территории располагаются магазины, отели, апартаменты, развлекательные комплексы. С 2008 года компания развивает курортное направление, инвестировав $3 млрд в крупнейший горнолыжный курорт Китая Wanda Changbaishan International Resort, открытый в 2012 году.
В 2012 году Dalian Wanda Group приобрела за $2,6 млрд контрольный пакет американской AMC Entertainment, занимающей второе место в мире среди операторов кинотеатров, Ван Цзяньлинь является председателем её совета директоров.
В 2013 году Ван Цзяньлинь представил общественности проект строительства китайского аналога Голливуда в городе Циндао на берегу Желтого моря, который будет включать в себя крупнейшую в мире киностудию, тематический парк, музей кинематографии, музей восковых фигур, яхт-центр, отели и рестораны и откроется частично в 2016 году.
В декабре 2014 открыт тематический парк в Ухане, в проект вложен $1,1 млрд. Всего в строительство около 200 парков развлечений до 2020 года планируется инвестировать $32 млрд.

### Общественно-политическая деятельность
Wanda Group является одним из частных предприятий, лидирующих по размеру благотворительных пожертвований в Китае, за 20 лет ею пожертвованы средства на сумму более 1,3 млрд юаней.
Ван Цзяньлинь депутат китайского парламента, состоит в Народном политическом консультативном совете Китая, был делегатом 17 съезда КПК.